# Ivica Maksimović
Ivica Maksimović (ur. 12 sierpnia 1962 w Jagodinie, zm. 7 listopada 2019 tamże) – serbski wokalista i gitarzysta rockowy, a także kompozytor, aranżer i aktor. Grał w jugosłowiańskim heavymetalowym zespole Metro, był członkiem The No Smoking Orchestra. Był także aktywny w kilku innych projektach pobocznych z piosenkarzami popowymi.

## Biografia
Ivan Maksimović urodził się 12 sierpnia 1962 roku w Jagodinie w Serbii. Maksimović zaczął grać na gitarze w 1971 roku, zainspirowany muzyką Deep Purple i Led Zeppelin. Jego pierwszy zespół powstał w 1972 roku. Grał z wieloma muzykami, od najmniejszych klubów po największe sale i stadiony. Jako muzyk studyjny nagrał około 1500 płyt, kaset i płyt CD, choć nie można ustalić dokładnej liczby. Maksimović grał także na innych instrumentach smyczkowych, takich jak bouzouki, tzuras, bağlama, saz i oud.
W 2003 roku poznał reżysera, gitarzystę i kompozytora Emira Kusturicę i zaczął grać z nim i Nele Karajlić w zespole The No Smoking Orchestra. Grał na gitarze na ścieżce dźwiękowej do filmu Life is a Miracle (jako członek TNSO) i Obiecaj mi to (z zespołem The Poisoners zespołu Stribora Kusturicy). Maksimović wcielił się także w rolę inspektora Maksimovicia w filmie Emira Kusturicy Obiecaj mi to. Brał także udział w punk-operze Time of Gypsies autorstwa Kusturicy, której z powodzeniem towarzyszył w kilku miastach na świecie.
Maksimović zmarł 7 listopada 2019 roku w wieku 57 lat.